# Stadion am Bieberer Berg
Le Stadion am Bieberer Berg est un stade de football à Offenbach-sur-le-Main. Le stade est le domicile des Kickers Offenbach. Il ouvre le 21 mai 1921 et est reconstruit en 2011 et 2012.

## Géographie
Le stade se situe sur une colline, le Bieberer Berg, près du quartier de Bieber, sur la Bieberer Straße. L'adresse officielle du stade est Waldemar-Klein-Platz 1.

## Histoire

### Ancien stade
Le stade du Bieberer Berg est inauguré le 21 mai 1921. La tribune principale en bois accueille 1 200 spectateurs. En 1952, une tribune couverte est achevée en face de la tribune en bois. Le premier système de projecteurs à quatre mâts est inauguré en 1956 et démonté à nouveau en 1959. La tribune principale est reconstruite en 1960, suivie en 1968 par la tribune en acier tubulaire et un système d'éclairage composé de seulement deux lampadaires. En 1973, la tribune sud-est (depuis le 1er avril 2007 : "Henninger Grandstand") est construite. Après une crise du club en 1991, la ville d'Offenbach-sur-le-Main envisage de vendre ou de démolir le stade. Ces plans sont abandonnés et le stade est donné au club de football Offenbach Kickers en 1992 par un droit de superficie. Le toit défectueux de la tribune est rénové en 1993 avec l'argent de la collecte de fonds Rettet den Bieberer Berg.
En 1995, les Gamblers de Francfort-sur-le-Main disputent leurs matchs à domicile dans la Ligue européenne de football américain.
Un tableau d'affichage est mis en place en 1997, mais il n'est opérationnel que pendant une courte période en 1999 et n'est fonctionnel que pour un seul match. Plus tard, une bannière publicitaire est accrochée au cadre du tableau de bord. En 1998, le bloc 2 de la tribune populaire est agrandi.
Dans le cadre d'un programme d'investissement spécial "Sportland Hessen 2005-2007", le Land de Hesse fournit 1,2 million d'euros pour la rénovation du stade, devenue urgente en raison de la promotion en 2. Bundesliga. Pendant la pause estivale de la saison 2006-2007, le stade a un nouveau gazon comprenant un chauffage au sol. Au début de la saison 2007-2008, une nouvelle aile de cabine pour les équipes locales et invitées et les arbitres est achevée.

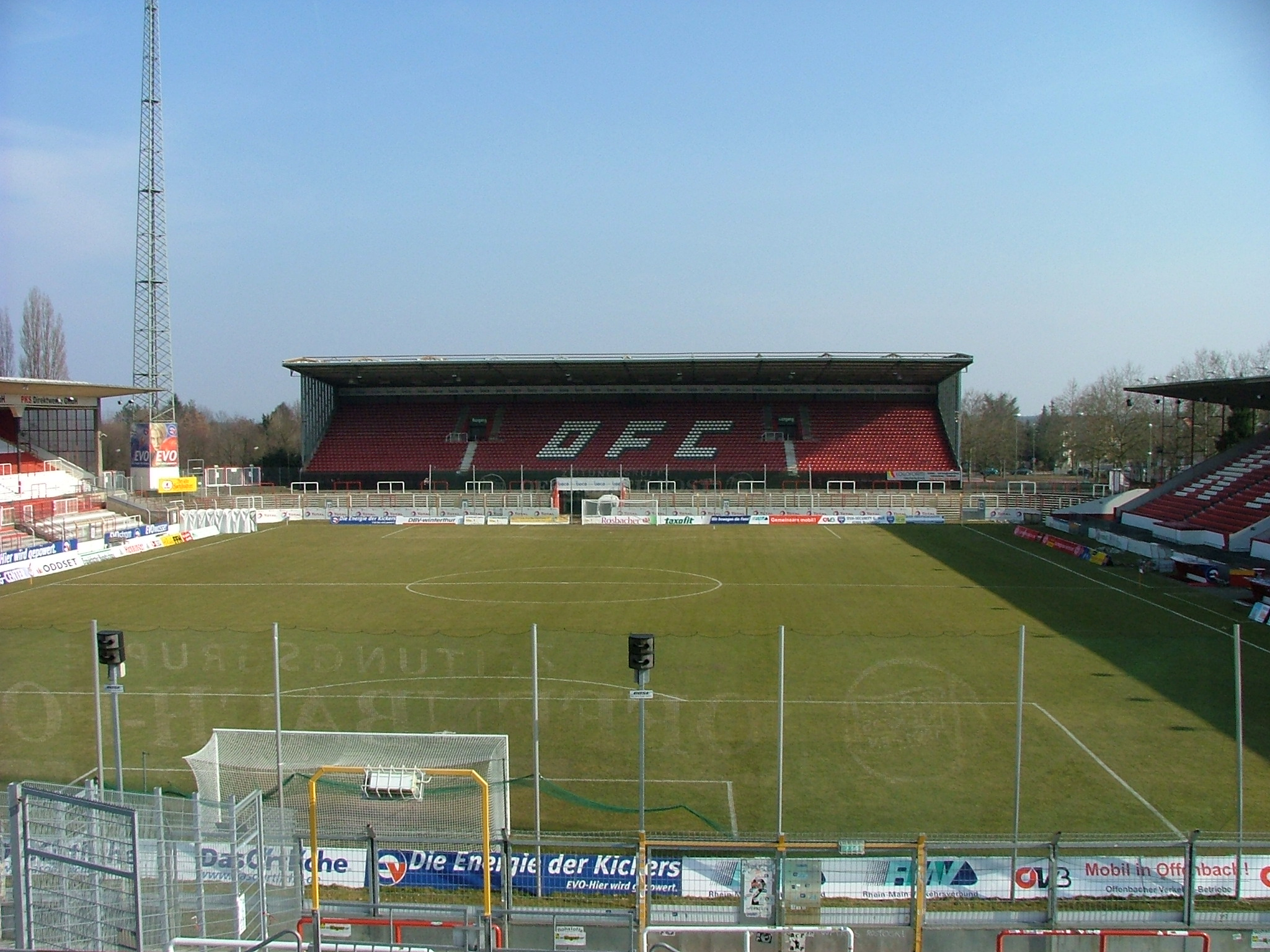
L'ancien stade en mars 2006

### Nouveau stade
En mai 2006, des plans sont présentés pour une transformation partielle du stade : un hôtel d'affaires de 159 chambres doit être construit à la place de la tribune en acier tubulaire, dont 60 chambres offriraient une vue directe sur le stade. Une nouvelle tribune d'environ 1 800 places serait intégrée à l'hôtel. Les investissements pour l'ensemble du projet s'élevant à 19,4 millions d'euros seraient entièrement financés par le privé. Comme aucun investisseur n'a pu être trouvé pour le projet, le projet est abandonné à l'été 2007.
Au lieu de cela, un tout nouveau stade est envisagé par l'OFC sous la direction de Thomas Delhougne. La conception des architectes Geiseler Gergull prévoit un stade à deux niveaux d'une capacité de 29 300 spectateurs sur le terrain d'entraînement au nord du stade existant. Les coûts de construction, y compris toutes les mesures d'infrastructure, s'élèveraient à environ 40 millions d'euros. Après la relégation de l'OFC de la 2. Bundesliga à l'été 2008, les plans sont de nouveau abandonnés.
Le 18 juin 2009, le bourgmestre d'Offenbach prend une décision fondamentale de construire un nouveau bâtiment pour un coût de 25 millions d'euros. Le client est la Stadiongesellschaft Bieberer Berg (SBB) en tant que filiale de Stadtwerke Offenbach Holding (SOH), qui loue le stade pour 450 000 € par an à OFC, qui transforme sa section professionnelle en une société.
Le nouveau stade, un stade à un niveau "à l'anglaise" avec quatre tribunes individuelles, est construit par Bremer AG, entreprise de Paderborn. Les tribunes sont successivement démolies et reconstruites en même qu'on dispute le championnat. Les premiers travaux de démolition débutent en février 2011. L'arrière du stade a une particularité : contrairement à d'autres stades, il n'y a pas de sièges ici, mais des places debout pour les fans de Kickers. C'était également le cas dans l'ancien stade et retenu à la demande expresse des supporters.
Outre les bureaux de la SBB et des Kickers, le stade abrite également une boutique de supporters, une succursale Sparda-Bank Hessen et d'autres magasins.
Le stade est ouvert le 29 juin 2012 et inauguré le 18 juillet 2012 avec un match amical contre le Bayer 04 Leverkusen (0-3). Lors de ce match, Stefan Kießling inscrit le premier but de l'histoire du stade.
Le 14 décembre 2019, le derby d'hiver de DEL2 a lieu dans le stade. Dans la patinoire à ciel ouvert, l'EC Bad Nauheim et les Löwen Frankfurt s'affrontent. Après le match, la surface de glace de 1 800 m2 reste dans le stade pour le public et des discothèques sur glace jusqu'à la fin du mois.

## Capacité
Le stade de Bieberer Berg avait une capacité de 25 000 places après les mesures de conversion et de rénovation qui ont lieu à l'été 2005 :
- Tribune principale de 3 500 places couvertes (dont 240 places d'affaires)
- Tribune sud-est de 3 000 places couvertes
- Tribune Waldemar-Klein avec les blocs 1, 2a/b et 3 avec 10 000 places debout couvertes
- Tribune Est de 2 500 places debout non couvertes sous la tribune Sud-Est
- Tribune en acier tubulaire comprenant une courbe ouest avec 6 000 places debout non couvertes.

Le record de fréquentation est établi le 19 septembre 1968 lors du match des Kickers Offenbach contre TSV 1860 Munich avec 33 000 spectateurs. Les Kickers Offenbach perdent 2 à 3.
Après la reconstruction, le stade a une capacité d'environ 20 500 places (10 300 assises et 10 200 debout). Si nécessaire, la capacité peut être augmentée de 2 000 places debout supplémentaires sur la ligne droite arrière. Le stade dispose de dix loges avec un total de 120 sièges, 800 sièges d'affaires et 40 places pour fauteuils roulants. Environ 3 000 places sont disponibles pour les supporters extérieurs (assis et debout).
- Tribune Est : environ 3 950 places
- Tribune Ouest : environ 3 050 places assises et 1 800 places debout
- Tribune principale Hermann Nuber[1] : environ 3 300 places dont 800 places d'affaires et 120 places en loge
- Tribune populaire : 8 400 places debout.

## Utilisations du stade

### Équipe d'Allemagne féminine
L'équipe d'Allemagne de football féminin dispute deux rencontres au Sparda-Bank-Hessen-Stadion. Les Allemandes rencontrent le 5 avril 2013, les États-Unis en match amical devant 16 090 spectateurs. Les deux équipes se quittent sur un score nul 3-3.
La deuxième rencontre a lieu le 25 octobre 2014 devant 5 317 spectateurs. Les Allemandes rencontrent lors d'un match amical, la France. La rencontre se termine sur le score de 2-0 en faveur des Françaises.

### Équipe d'Allemagne espoirs
L'équipe d'Allemagne espoirs de football dispute une rencontre au Sparda-Bank-Hessen-Stadion. Les Allemands rencontrent le 14 août 2012, l'Argentine en match amical devant 4 822 spectateurs. La rencontre se termine sur le score de 6-1 en faveur des Allemands.

## Nom
Depuis décembre 2009, la Sparda-Bank Hessen est le sponsor nominatif du stade, qui s'appelle désormais Sparda-Bank-Hessen-Stadion. La banque coopérative paie un total de 5 millions d'euros. Le contrat est effectif à partir de 2010 et dure 11 ans.
À partir d'avril 2020, Sparda-Bank renonce à son droit de nommer le stade jusqu'à nouvel ordre et, en consultation avec la société du stade, accepte temporairement de renommer le stade en Kommt-Gesund-Wieder-Stadion, à la suite de la pandémie de COVID-19 et est associé à une collecte de fonds pour une fête de remerciement pour tous les employés des professions liées au système à Offenbach.
Le contrat de sponsoring prend fin le 31 décembre 2020. Lors de la saison 2020-2021, le stade prend le nom de Kommt-Gesund-Wieder-Stadion. À l'occasion du 100e anniversaire du stade le 21 mai 2021, il reprend son nom d'origine en mars 2021 avec le soutien d'Energieversorgung Offenbach et de Städtische Sparkasse Offenbach am Main, Stadtwerke Offenbach et Gemeinwohligen Baugesellschaft Offenbach reviennent.